# Dolnje Vreme
Dolnje Vreme – wieś w Słowenii, w gminie Divača. W 2018 roku liczyła 117 mieszkańców.